# Tabanus paradiversifrons
Tabanus paradiversifrons är en tvåvingeart som beskrevs av Xu 2005. Tabanus paradiversifrons ingår i släktet Tabanus och familjen bromsar.
Artens utbredningsområde är Vietnam. Inga underarter finns listade i Catalogue of Life.